# جوناتان لوكا
جوناتان لوكا هو لاعب كرة قدم برازيلي في مركز الوسط، ولد في 2 يونيو 1994 في سانتا ماريا، ريو غراندي دو سول في البرازيل. لعب مع أتلتيكو باراناينسي ونادي جوا ونادي روما ونادي كلنتن.

## وصلات خارجية
- جوناتان لوكا على موقع اتحاد النرويج (النرويجية)
- جوناتان لوكا على موقع قاعدة بيانات كرة القدم.إي يو (الإنجليزية)
- جوناتان لوكا على موقع Soccerway.com (الإنجليزية)
- جوناتان لوكا على موقع عالم كرة القدم.نت (الإنجليزية)
- جوناتان لوكا على موقع AS.com (الإسبانية)